# Сражение в Амфилохии
Сражение в Амфилохии (греч.  Μάχη της Αμφιλοχίας) – двухдневное сражение (12—13 июля 1944 года) на подступах и непосредственно в приморском городе Амфилохия, Центральная Греция, состоявшееся в годы Второй мировой войны между частями VII бригады (2/39 полка) греческой партизанской армии ЭЛАС, и частями Вермахта. 
Одно из самых успешных, но и кровавых, сражений 2/39 полка ЭЛАС в последние месяцы (июль – октябрь 1944 года) оккупации Греции странами Оси.

## Предыстория
Командование ЭЛАС приняло решение атаковать город Амфилохию, с целью отвлечь внимание командования Вермахта от продолжающихся карательных операций в северной части хребта Пинда и оттянуть оттуда часть немецких сил..
Атаки на укреплённые города были редкими в тактике ЭЛАС до того как она трансформировалась в регулярную армию (1943), но и в начале 1944 года они ещё были не частыми.
В определённой степени это объясняет тот факт, что гарнизон Амфилохии был застигнут врасплох.
В приказе VII бригады, за подписью майора С. Аретаса, штаб информировал что для участия в карательных операциях немецкие войска ушли из региона города Арта и бригада своей атакой на Амфилохию должна “уменьшить давление на обороняющиеся на Пинде части, нанести урон врагу, после чего захватить всевозможные трофеи”.
Штаб также дал указание не оставлять город до подхода значительных немецких сил.
Была предписана диспозиция частей, атаки на прилегающие к городу пункты, уничтожение и минирование дорог и другой инфраструктуры а также были предписаны маршруты вывоза трофеев.

## Силы сторон

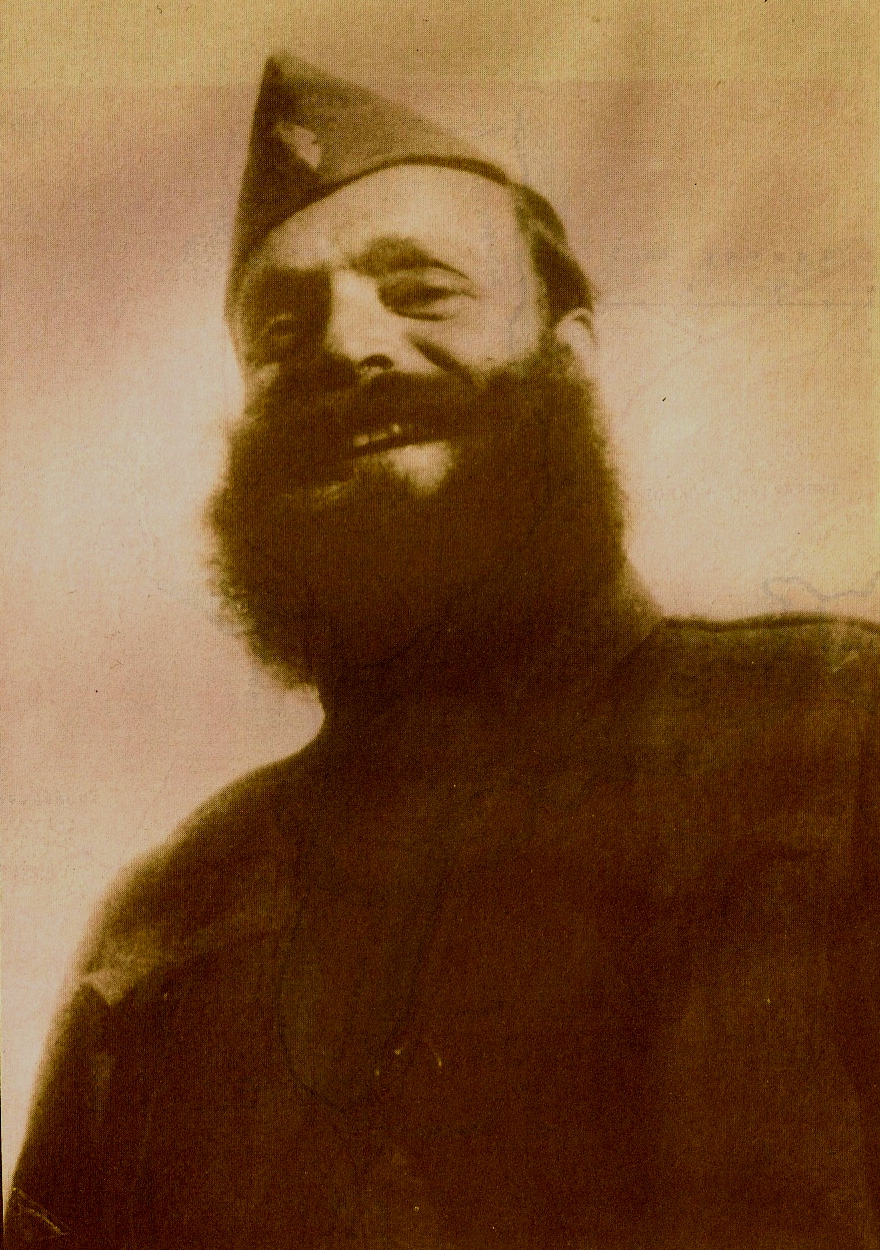
Прифтис, Герасимос - заместитель комдива VIII дивизии ЭЛАС

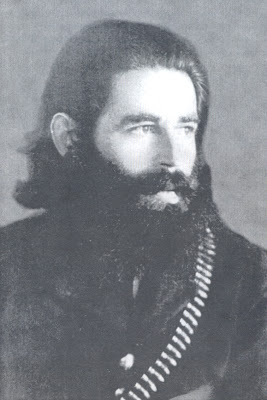
Лёцос, Пантелис - командир роты 2/39 полка ЭЛАС, принявшей участие в сражении

Сражение в Амфилохии началось вечером 12 июля 1944 года и длилось как минимум 14 часов. В сражении приняли участие 1400 бойцов VIII дивизии ЭЛАС против оборонявших город 1200 солдат 104-й дивизии горных егерей (104-я лёгкая пехотная дивизия (вермахт), а также до сотни итальянцев продолжавших своё участие в войне под немецким командованием и нескольких десятков жандармов правительства коллаборационистов
Сражение упоминается как одна из самых больших регулярных (не партизанских) операций ЭЛАС.

## Сражение
Вечером 12 июля примерно 340 партизан 3го батальона 2/39 полка ЭЛАС и около 1000 бойцов т.н. “резервистов” (местных ополченцев) заняли позиции на дорогах ведущих в города Арта, Агринион и Воница. Операция началась в 20:00, партизаны заняли немецкие блок-посты на границах города. Атака на занятие города началась в полночь. Немцы были застигнуты врасплох, не успели рассредоточиться Бои продолжались до полудня, главным образом вокруг каменных домов мобилизованных немцами в качестве казарм и учреждений. На рассвете партизаны также подожгли здание жандармерии, поскольку были обстреляны из этого здания, хотя была достигнута договорённость что жандармерия не будет участвовать в бою. Обстановка начала вырисовываться в пользу ЭЛАС уже на рассвете, когда в бой начали ввязываться резервисты. Однако партизаны ушли из города не зачистив полностью все оборонительные анклавы немцев, поскольку около 18:00 начали подходить немецкие подкрепления, включая 3 корабля и танки из Агриниона. Ясон Хандринос пишет что потери ЭЛАС составили около 1/3 её первоначальных сил.
Другие источники пишут о 42 убитых партизан и 54 раненных, но и 450 убитых немцев и 70 коллаборационистов, о 38 пленных и захваченных 23 грузовиках. Снабжение, оружие и боеприпасы которые партизаны не смогли увезти, было уничтожено на месте.
Эти цифры отмечены также и бюллетене генштаба ЭЛАС.

## Результат
Этот успех партизан ЭЛАС де-факто защитил группы организации правой политической ориентации ЭДЕС от запланированных немцами карательных операций против неё.
В ответ на операцию партизан ЭЛАС в Амфилохии, немцы запланировали большую карательную операцию Операция Ехидна («Kreuzotter» 5 - 31 августа) против баз партизан ЭЛАС в горных масивах Средней Греции, которая хотя и не достигла своей основной цели, несёт ответственность за убийство около 170 мирных жителей и разрушение десятков деревень

## Источник
- Μάγερ, Χέρμαν Φρανκ. Αιματοβαμμένο Έντελβαϊς. Η 1η Ορεινή Μεραρχία, το 22ο Σώμα Στρατού και η εγκληματική δράση τους στην Ελλάδα, 1943-1944. — Αθήνα : Βιβλιοπωλείον της Εστίας, 2009. — Vol. τόμ. Β΄. — P. 239–241.